# Angelika Szrubianiec
Angelika Szrubianiec (ur. 3 stycznia 1984) – polska biathlonistka, srebrna medalistka mistrzostw Europy juniorów w 2004 roku w sztafecie.

## Osiągnięcia

### Mistrzostwa Świata Juniorów
| Rok  | Miejsce         | IN | SP | PU | MS | RL |
| 2004 | Haute Maurienne | 52 | 48 | 48 |    | 6  |
| 2005 | Kontiolahti     | 29 | 13 | 21 |    | 8  |

### Mistrzostwa Europy Juniorów
| Rok  | Miejsce       | IN | SP | PU | MS | RL |
| 2003 | Forni Avoltri | 15 | 14 | 19 |    | 4  |
| 2004 | Mińsk         | 15 | 11 | 17 |    | 2  |

IN – bieg indywidualny, SP – sprint, PU – bieg pościgowy, MS – bieg ze startu wspólnego, RL – sztafeta